# Peder Schousboe
 Der er flere personer med dette navn, se Peter Kofod.
Peder Kofod Anker Schousboe (født 1766 i Rønne (døbt 17. august), død 26. februar 1832 i Tanger) var en dansk botaniker.
Han blev student 1787; da Rottbøll blev svagelig, kom Schousboe, der havde stor interesse for botanik, til at holde forelæsningerne i dette fag for ham. 1791-93 foretog han med understøttelse af Bülow til Sanderumgård en rejse til Marokko, og 1796 blev han dansk konsul i Tanger, hvor han nu med megen iver fortsatte sine studier over landets flora, dels over blomsterplanterne, dels over havalgerne. En slægt af vortemælk-familien er af Schumacher kaldet Schousboea efter ham, og samme navn har Willdenow givet en slægt af Combretaceerne. Tre forskellige planteslægter er kaldt Schousboea.
1800 udgav Schousboe i Videnskabernes Selskab, hvoraf han 1798 var blevet medlem, et større arbejde: Om Væxtriget i Marokko, som året efter udkom på tysk, men først 1874 udgavs på fransk. Schousboes studier over havalgerne ved Marokkos kyst var ligeledes betydningsfulde. Hans manuskript, hvortil hører et atlas på 431 kulørte tavler, befinder sig for størstedelen i Paris; Thuret havde begyndt at bearbejde dette for videnskaben vigtige materiale, men Bornet fortsatte og udgav det 1892 under titlen: Les Algues de P. K. A. Schousboe.
Han blev legationsråd 1815, Ridder af Dannebrog 1817 og fik 1828 rang i 3. klasse nr. 9. Hans breve findes i Botanisk Centralbibliotek, i Det Kongelige Bibliotek og (til Johan Bülow) på Sorø Akademi. Han er gengivet i et stik af Gilles-Louis Chrétien (Det Kongelige Bibliotek).

## Autornavn
Autornavnet Schousb. kan bruges for Peder Schousboe sammen med et videnskabeligt artsnavn inden for botanikken. (Wikipedia-artikler der bruger autornavnet)